# 江川智晃
江川 智晃（えがわ ともあき、1986年10月31日 - ）は、三重県伊勢市出身の元プロ野球選手（外野手・内野手、右投右打）。

## 経歴

### プロ入り前
草野球をやっていた父の影響で3歳から野球に興味を持ち始め、伊勢市立今一色小学校では2年生の時より野球を始め、流し打ちの才能を発揮していた。3年生の終わりにはレギュラーに定着し、小学生離れしたパワーは三重県中に広まって行った。陸上競技に出場すると地区記録を更新する程の俊足の持ち主で、4年生時に三重県大会の学年別60メートル走では3位に入賞した。
伊勢市立二見中学校の3年生だった2001年に、第18回全日本少年軟式野球大会へ出場。1回戦でサヨナラ安打を放ったことを皮切りに、チームを全国制覇に導いた。後に他県の野球強豪校から入学を誘われたが、地元の仲間と野球を続けることを優先すべく、卒業後に三重県立宇治山田商業高等学校へ進学した。
高校時代には、1年時の春季三重県大会に代打で適時打を放ったことを機に、投手と外野手を掛け持ちしながらレギュラーに定着。
1年夏の選手権三重大会は、海星高校に8対5で、4回戦敗退。
2年夏の選手権三重大会では、3番打者で活躍し、決勝の四日市工業高校戦の延長12回にサヨナラ本塁打を放ち、同校を25年ぶりに甲子園球場の全国大会出場へ導いている。
スコアは5対4。
甲子園では近江高校に5対9で、1回戦敗退。
3年夏選手権三重大会、決勝でノーシードの鈴鹿高校に逆転サヨナラ負けを喫した。
先発登板せず、3番外野手として出場し、リリーフ登板したが、延長10回2アウト満塁から走者一掃の逆転サヨナラタイムリーヒットを打たれた。スコアは8対9。
第1シードで優勝候補の筆頭だったが、決勝では試合序盤からエラーや凡ミスが目立ち、相手のスクイズ攻撃にも苦戦した試合内容だった。
投手としても野手としてもNPB球団の関係者から早々に注目されていたが、当時硬式野球部が社会人野球を席巻していたシダックスの入社試験を受けたところ、日本学生野球協会に対するプロ志望届の提出期限直前の2004年11月1日に同社から採用内定の通知を受けた。当時は投手としてのプレーを希望していて、シダックスを経てのNPB入りを想定していたが、宇治山田商業高校硬式野球部の中居誠監督からの勧めで同校から直接のNPB入りを目指す方向に変更。そのうえでプロ志望届を提出したため、NPBドラフト会議では、投手として福岡ダイエーホークスから1巡目で指名された。
なお、ダイエーはドラフト会議後の2004年11月30日に球団の経営権をソフトバンクへ譲渡したため、江川は福岡ダイエーホークスが同会議の1巡目で指名した最後の選手になった。さらに、指名後に契約金8000万円、年俸800万円（金額は推定）という条件で入団。福岡ソフトバンクホークスの1期生に名を連ねたが、12月8日に開かれた新人選手の入団発表会見には、ダイエーホークスのユニフォーム姿で出席した。入団当初の背番号は8。

### プロ入り後
2005年、当初編成は中堅手に転向させるつもりで獲得したが、当時二軍監督だった秋山幸二の方針により、将来の主軸候補として1年目から二軍の4番・遊撃手として英才教育を受けた。3月6日のオープン戦初打席で初安打、3月16日の教育リーグで本塁打と早い時期から力を見せたが、3月26日のウエスタン・リーグ開幕戦で中日ドラゴンズ山井大介から顔面に死球を受け左頬を骨折し、3月29日に福岡市内の病院で整復手術を受けた。現役時代に松坂大輔から同じ経験をしたことがある秋山の配慮で、特注の顔面保護ヘルメット（フェースガード）を身に着け驚異的なスピードで復帰した。4月14日のウエスタン・リーグ対中日戦で代走として実戦に復帰し、4月27日の紅白戦では故障後初の打席で本塁打を放った。7月24日にサンマリンスタジアム宮崎で行われたフレッシュオールスターゲームに7番・遊撃手として先発出場し、6回に染田賢作から適時二塁打を放った。同年は二軍で過ごし、打撃では打率.252、6本塁打（チーム2位）、遊撃手では規定試合数をクリアしたが守備では19失策と課題も残した。12月4日時点の構想で三塁手へのコンバート案が挙がっていた。
2006年、5月5日に一軍に初昇格し、同日の対埼玉西武ライオンズ戦で不振の松田宣浩に代わり7番・三塁手で先発出場し、2回第1打席で松坂大輔からレフト前へ初打席初安打を放つと、9回にも正津英志からセンター前安打を放ち、デビュー戦で5打数2安打とマルチヒットを達成した。5月6日の同カードでは4回二死二塁の場面で西口文也からプロ初打点となるダメ押し適時打を放った。9回には正津からもタイムリー打を放ち、プロ入り初の猛打賞を達成し3安打2打点と活躍した。本拠地福岡 Yahoo! JAPANドームデビューとなった5月9日のセ・パ交流戦、対広島東洋カープ戦では黒田博樹から6回二死満塁の場面での2点適時打を含む2安打と活躍し、初のヒーローインタビューも受けた。5月12日のセ・パ交流戦、対阪神タイガース戦で8回にセカンドゴロで一塁を駆け抜けた際に右かかとを痛め、一軍選手登録を抹消された。6月16日に再昇格し、6月23日の対東北楽天ゴールデンイーグルス戦で犠牲フライを放ったのみで12打数無安打と活躍できず、6月28日に二軍へ降格し、再昇格なくシーズンを終えた。ウエスタン･リーグでは65試合に出場し、本塁打10本（リーグ2位タイ）、41打点（リーグ3位タイ）の成績を残した。また守備では遊撃手、三塁手だけでなく外野手、一塁手でも出場した。これは入団当初からのプランである。
オフはハワイ・ウィンターリーグに派遣され11月19日から24試合に出場し、75打数18安打で打率.240、0本塁打3打点だった。
2007年、開幕一軍入りを果たし、3月31日の対千葉ロッテマリーンズ戦で代打から出場し、左翼手としてプロ初の外野守備についた。4月13日の対オリックス・バファローズ戦では3回第1打席に吉井理人から京セラドーム大阪の5階席まで届く特大の先制本塁打を放ち、これがプロ初本塁打となった。再び同点とされた4回にも二死満塁から走者一掃三塁打を放つなど計4打点を挙げた。続く2試合で無安打だったため4月18日のアダム・ハイズデュ昇格にともない二軍へ降格し、そのままシーズンを終えた。二軍ではこの年から遊撃手での出場が無くなり、主に外野での出場となった。
2008年、2年連続で開幕一軍入りしたが、2試合3打席3三振で3月25日に二軍降格となりそのままシーズンを終えた。二軍でも打率.193と打撃不振に陥った。
2009年、4月17日に一軍へ昇格したが11打数1安打と結果が出ず、4月27日に二軍へ降格した。8月21日に再昇格したがわずか2試合の出場で再び降格となった。二軍ではリーグ2位タイとなる14本塁打を記録したが、三塁手部門で47試合の出場にもかかわらずワースト1位タイの10失策と課題を残した。2010年シーズンから背番号を43に変更すると発表された
2010年、6月2日に一軍へ昇格し、6月4日、6月5日のセ・パ交流戦、対広島戦で7番・中堅手で先発起用されると連日の打点を挙げた。しかし一旦代打に戻ると調子を崩し、6月23日に二軍降格となった。8月12日に再昇格し、同日の対オリックス戦で9回同点の場面で還ればサヨナラの走者として代走起用されたが、犠打で二死二塁となった場面で香月良太の牽制球により刺され、チャンスを潰した。長谷川勇也の不調により8月18日からは9番・左翼手として先発起用され、同日の対西武戦では猛打賞を記録するなど数試合は活躍したが、8月22日以降15打数2安打と調子を崩し、9月6日に二軍降格となった。9月23日に再昇格したが出場機会が無くレギュラーシーズンを終えた。プロ1年目に並ぶ11試合の先発出場だった。
クライマックスシリーズファイナルステージでは第2戦・第3戦に8番・中堅手で先発出場したが無安打に終わった。ウエスタン・リーグでは183打数で規定未到達ながら打率.333、本塁打14本（リーグ1位）の好成績を残し、オフには最多本塁打として表彰された。
2011年、6月9日に一軍へ昇格し、外野陣の相次ぐ故障により、6月24日の対北海道日本ハムファイターズ戦で7番・左翼手で先発出場し、5回にダルビッシュ有から逆方向へ同点のソロ本塁打を放ち、これが4年ぶり・本拠地初となる本塁打となった。調子は続かず7月15日に二軍へ降格、8月20日に再昇格したが1試合の出場で8月26日に抹消された。同年は本塁打の1安打のみでシーズンを終えた。二軍では本塁打10本（リーグ2位）、47打点（リーグ2位）、出塁率.362（リーグ2位）、21盗塁（リーグ3位）の成績を残した。10月18日に右肩関節関節唇縫合手術を受けた。
2012年、開幕を一軍で迎えた。控えだったが、小久保裕紀の肋間神経痛や腰痛により、4月18日から20試合連続で先発起用され、5月2日の対日本ハム戦で決勝2点本塁打、5月5日の対楽天戦では戸村健次 - 嶋基宏バッテリーからプロ入り初盗塁も決めた。交流戦は一旦代打となったが、5月26日から再びスタメンに戻った。次第に調子を崩し、6月22日に二軍へ降格した。8月31日に一軍へ復帰し、9月4日の対西武戦で岸孝之から同点のソロ本塁打を放ち、9月7日の対千葉ロッテ戦では成瀬善久から逆転の2点本塁打を含む4打数4安打と活躍した。一塁手や外野手で先発出場を続けていたが、9月20日に軽度の右肩肉離れにより出場選手登録を抹消され、そのままシーズンを終えた。同年は6番～8番として自己最多の42試合に先発出場した。
クライマックスシリーズは10月19日ファイナルステージ第3戦にベンチ入りを果たしたが出場機会は無かった。二軍では10月6日のファーム日本選手権に4番・指名打者で出場したが3打数無安打に終わった。
2013年、開幕を一軍で迎えて代打や「8番・右翼手」で起用されていたが、4月10日の対オリックス戦で自身初となる1番打者で起用された。しかし2度目の1番打者起用となった4月12日の対千葉ロッテ戦の初回初打席でファウルを打った際に左手親指を捻挫し、4月13日に一軍登録を抹消された。ライバルの離脱が相次ぎ6月26日に一軍に復帰し、同日から6番外野手で先発起用され、4試合で3本塁打、8試合連続安打を記録するなど活躍してその後もスタメンに定着した。8月7日からは10試合連続安打、その間4本塁打を放った。8月20日に安打が途絶えると調子を崩し、控えに回った。9月4日の対日本ハム戦では石井裕也から適時打を放ち、代打ではプロ入り初となる打点を記録した。9月10日から再び先発出場が増え、9月18日の対楽天戦では2対8と敗色濃厚な試合で1点差に迫る2点本塁打、決勝の押し出し四球と活躍し逆転勝利でチームを6月28日以来の2位に浮上させた。最終的に77試合に出場し、打率.260、12本塁打、35打点を記録した。
2014年、キャンプは主力のA組でスタートしたが、序盤にインフルエンザで離脱したことでB組へ変更され、開幕は一軍で迎えたものの控えとなった。4月6日の対楽天戦で8回に代打で出場し、金刃憲人から同点ソロ本塁打を放ち、これが代打起用でのプロ初本塁打となった。前年に続き2年連続で秋山の誕生日に本塁打を打った。主力の内川聖一、松田宣浩の負傷離脱によりチャンスを得たが、吉村裕基との競争に敗れたため、7月27日に二軍降格となった。右の代打として33試合に起用され28打数6安打、打率.214、1本塁打3打点、出塁率.333の成績だった。先発出場は1試合に終わった。
クライマックスシリーズファイナルステージでは10月15日第1戦に9回1点ビハインドから代走で出場し、松田の安打で三塁に進み、吉村のサヨナラ二塁打により同点の走者として生還した。第2戦には代打で出場したが空振り三振に倒れた。日本シリーズは全試合ベンチ入りしたが出場機会は無かった。二軍ではファーム日本選手権に4番・右翼手で先発出場し、黒沢翔太からソロ本塁打を放った。
2015年、25試合の出場で打率.206、1本塁打、4打点に終わった。
2016年、柳田悠岐に代わって、自身初の3番打者を務めたこともあった。前年よりも出場機会を少し増やしたが、42試合の出場（うち31試合でスタメン出場）に終わった。守備位置としては、右翼手として19試合、中堅手として10試合にスタメン起用された。12月14日、契約更改交渉を行い、200万円ダウンの1900万円（金額は推定）で契約更改した。
2017年、宮崎春季キャンプはB組からのスタートとなり、3月15日にようやく一軍合流を果たす。激しい外野手のポジション争いの中、オープン戦で7打数5安打とアピールし開幕一軍選手登録を勝ち取るが、4月1日の対ロッテ戦、4月4日の対楽天戦と、それぞれ代打1打席の起用で4月6日に一軍出場選手登録を抹消される。6月1日に一軍再昇格し、内川聖一やアルフレド・デスパイネが戦線離脱したチーム事情もあり、6月15日のセ・パ交流戦、対読売ジャイアンツ戦では、プロ入り13年で初めて4番打者としてスタメン出場し、2013年以来4年ぶりの猛打賞の活躍をするが、6月26日に再び一軍出場選手登録を抹消される。二軍公式戦で11試合で打率.333と調子を上げ、8月15日に約1か月半ぶりの一軍再昇格を果たし、8月16日の対オリックス戦では先発出場し、同点の口火となる二塁打を放つ。9月21日の対日本ハム戦では、増井浩俊からソロ本塁打を放った。デスパイネの加入や上林誠知の台頭による外野手のポジション争いの中で出場機会を得られず、32試合の出場にとどまり、打席は71打席と前年より半減した。12月19日、契約更改交渉に臨み、200万円ダウンとなる年俸1700万円（金額は推定）でサインした。
2018年、レギュラーシーズンの開幕を一軍で迎えたが、公式戦2試合に出場しただけで、4月19日に出場選手登録を抹消。抹消後の同月28日に、ウエスタン・リーグの対中日戦（ナゴヤ球場）へ「4番・右翼手」としてスタメンで出場すると、第5打席までに二塁打→三塁打→単打→本塁打を放ってサイクル安打を達成した。同リーグ公式戦での達成は史上13人目で、2001年に荒金久雄（ダイエー）が記録して以来17年ぶりの快挙であった。6月中旬に一軍へ復帰すると、代走から出場した同月15日の対広島戦（ヤフオクドーム）で、レギュラーシーズンの初本塁打を記録。しかし、一軍公式戦で放った安打はこの本塁打のみで、7月以降は一軍から遠ざかった。結局、一軍公式戦への出場はわずか5試合で、スタメン起用の機会もなかった。ポストシーズン終了後の契約交渉では、球団から3年連続の減俸提示を受けた末に、推定年俸1400万円という条件で契約を更改。更改後の記者会見では、「一軍の代打としては自分の思い通りのプレーができていたが、正直なところ戦力外通告を覚悟していた。一軍では右の代打要員としてしか試合に出るチャンスがないので、チャンスの場面で代打に起用されたら、思い切ってバットを振れるようにしたい」との心情を吐露した。
2019年、春季キャンプの参加を間近に控えた1月28日の自主トレーニング中にギックリ腰を発症したため、キャンプ序盤はリハビリ組で調整に専念した。キャンプ中の診察で手術を要するほどの重症であることが判明したため、キャンプ終了後の3月6日に手術（脊椎全内視鏡ヘルニア摘出術および内視鏡下椎間板摘出術）を受けた。7月下旬に一軍へ昇格してからは、一軍公式戦11試合の出場で打率.333を記録。代打や指名打者にとどまらず、外野手としてスタメンに起用されることもあったが、8月上旬以降は一軍から遠ざかった。10月21日に球団から戦力外通告を受けた。他球団からオファーがあったが、「（ホークスで）現役生活をやり切った感がある」という理由で引退を表明。12月2日付で、NPBから自由契約選手として公示された。

### 現役引退後
ソフトバンク球団に残ったうえで、2020年シーズンはスコアラーを務めた。しかし、コロナ禍で家族と連絡を取り合ううちに、両親の仕事が多忙であるのを知ったことにより家業を継ぐことを決心。同年12月25日に、実家の家業である漁網などの製造販売業と母が携わっていた養豚業を継ぐため、ソフトバンクを退団することが発表された。
2023年現在、三重県内で豚肉の加工販売業に携わっており、「まるとも荒木田商店」の代表を務めている。
2023年12月3日、自身のInstagramアカウントで結婚式を挙げたことを報告した。なお、式にはソフトバンク時代のチームメイトやコーチであった小久保裕紀、柳田悠岐、千賀滉大、中西健太などが参加した。
2025年5月13日、KBCホークスナイターで京セラドーム大阪でのソフトバンク主催試合の解説を務め、以降もオリックス主催も含めた関西地区の担当として年数回出演している。

## 選手としての特徴
打撃センスが良く、長打力も持ち合わせていたため、ウエスタン・リーグでは毎年のように好成績を残していた。
高校時代には、打者として通算33本塁打、投手として最高球速144km/hを計測。手動計測ながら、50メートル走で最速5.8秒を記録したほどの脚力も評価されていた。プロ1年目の秋季キャンプでは森脇浩司・勝呂壽統両コーチからスローイングを矯正された。
ソフトバンク選手時代の2014年シーズン終了後から、コンタクトレンズを装着している。

## 人物
プロ指名時点での好きな選手は高橋由伸、憧れの選手は松坂大輔だった。
2006年オフのハワイ・ウィンターリーグでワイキキ・ビーチボーイズの同僚だったリック・バンデンハークに9年ぶりに再会し、ソフトバンクで再び同僚となった。

## 詳細情報

### 年度別打撃成績
| 年 度      | 球 団        | 試 合 | 打 席 | 打 数 | 得 点 | 安 打 | 二 塁 打 | 三 塁 打 | 本 塁 打 | 塁 打 | 打 点 | 盗 塁 | 盗 塁 死 | 犠 打 | 犠 飛 | 四 球 | 敬 遠 | 死 球 | 三 振 | 併 殺 打 | 打 率 | 出 塁 率 | 長 打 率 | O P S |
| ---------- | ------------ | ----- | ----- | ----- | ----- | ----- | -------- | -------- | -------- | ----- | ----- | ----- | -------- | ----- | ----- | ----- | ----- | ----- | ----- | -------- | ----- | -------- | -------- | ----- |
| 2006       | ソフトバンク | 11    | 43    | 42    | 2     | 8     | 0        | 0        | 0        | 8     | 5     | 0     | 0        | 0     | 1     | 0     | 0     | 0     | 14    | 0        | .190  | .186     | .190     | .377  |
| 2007       | ソフトバンク | 8     | 17    | 17    | 1     | 4     | 0        | 1        | 1        | 9     | 4     | 0     | 0        | 0     | 0     | 0     | 0     | 0     | 5     | 0        | .235  | .235     | .529     | .765  |
| 2008       | ソフトバンク | 2     | 3     | 3     | 0     | 0     | 0        | 0        | 0        | 0     | 0     | 0     | 0        | 0     | 0     | 0     | 0     | 0     | 3     | 0        | .000  | .000     | .000     | .000  |
| 2009       | ソフトバンク | 6     | 13    | 12    | 1     | 1     | 0        | 0        | 0        | 1     | 0     | 0     | 0        | 1     | 0     | 0     | 0     | 0     | 5     | 0        | .083  | .083     | .083     | .167  |
| 2010       | ソフトバンク | 20    | 47    | 44    | 3     | 11    | 6        | 1        | 0        | 19    | 8     | 0     | 1        | 1     | 1     | 1     | 0     | 0     | 18    | 0        | .250  | .261     | .432     | .693  |
| 2011       | ソフトバンク | 11    | 10    | 9     | 1     | 1     | 0        | 0        | 1        | 4     | 1     | 0     | 0        | 0     | 0     | 1     | 0     | 0     | 8     | 0        | .111  | .200     | .444     | .644  |
| 2012       | ソフトバンク | 56    | 175   | 160   | 12    | 39    | 3        | 4        | 4        | 62    | 18    | 1     | 0        | 4     | 3     | 8     | 0     | 0     | 37    | 3        | .244  | .275     | .388     | .662  |
| 2013       | ソフトバンク | 77    | 264   | 227   | 32    | 59    | 4        | 1        | 12       | 101   | 35    | 2     | 2        | 3     | 1     | 30    | 0     | 3     | 64    | 3        | .260  | .352     | .445     | .797  |
| 2014       | ソフトバンク | 39    | 37    | 31    | 6     | 7     | 1        | 1        | 1        | 13    | 3     | 0     | 0        | 0     | 0     | 5     | 0     | 1     | 12    | 1        | .226  | .351     | .419     | .771  |
| 2015       | ソフトバンク | 25    | 37    | 34    | 4     | 7     | 3        | 0        | 1        | 13    | 4     | 0     | 0        | 0     | 1     | 2     | 0     | 0     | 11    | 1        | .206  | .243     | .382     | .626  |
| 2016       | ソフトバンク | 42    | 138   | 114   | 17    | 26    | 4        | 1        | 4        | 44    | 15    | 0     | 2        | 1     | 2     | 18    | 0     | 3     | 44    | 2        | .228  | .343     | .386     | .729  |
| 2017       | ソフトバンク | 32    | 71    | 67    | 6     | 12    | 3        | 0        | 1        | 18    | 5     | 0     | 0        | 1     | 0     | 2     | 0     | 1     | 20    | 0        | .179  | .214     | .269     | .483  |
| 2018       | ソフトバンク | 5     | 5     | 5     | 2     | 3     | 1        | 0        | 1        | 7     | 1     | 0     | 0        | 0     | 0     | 0     | 0     | 0     | 2     | 0        | .600  | .600     | 1.400    | 2.000 |
| 2019       | ソフトバンク | 11    | 17    | 15    | 1     | 5     | 0        | 0        | 0        | 5     | 0     | 0     | 0        | 0     | 0     | 1     | 0     | 1     | 3     | 0        | .333  | .412     | .333     | .745  |
| 通算：14年 | 通算：14年   | 345   | 877   | 780   | 88    | 183   | 25       | 9        | 26       | 304   | 99    | 3     | 5        | 11    | 9     | 68    | 0     | 9     | 246   | 10       | .235  | .300     | .390     | .690  |

### 年度別守備成績
| 年 度 | 球 団        | 一塁  | 一塁  | 一塁  | 一塁  | 一塁  | 一塁     | 三塁  | 三塁  | 三塁  | 三塁  | 三塁  | 三塁     | 外野  | 外野  | 外野  | 外野  | 外野  | 外野     |
| 年 度 | 球 団        | 試 合 | 刺 殺 | 補 殺 | 失 策 | 併 殺 | 守 備 率 | 試 合 | 刺 殺 | 補 殺 | 失 策 | 併 殺 | 守 備 率 | 試 合 | 刺 殺 | 補 殺 | 失 策 | 併 殺 | 守 備 率 |
| ----- | ------------ | ----- | ----- | ----- | ----- | ----- | -------- | ----- | ----- | ----- | ----- | ----- | -------- | ----- | ----- | ----- | ----- | ----- | -------- |
| 2006  | ソフトバンク | -     | -     | -     | -     | -     | -        | 11    | 8     | 20    | 1     | 1     | .966     | -     | -     | -     | -     | -     | -        |
| 2007  | ソフトバンク | -     | -     | -     | -     | -     | -        | -     | -     | -     | -     | -     | -        | 6     | 5     | 0     | 0     | 0     | 1.000    |
| 2008  | ソフトバンク | -     | -     | -     | -     | -     | -        | -     | -     | -     | -     | -     | -        | 2     | 2     | 0     | 0     | 0     | 1.000    |
| 2009  | ソフトバンク | 3     | 7     | 0     | 0     | 0     | 1.000    | 1     | 0     | 0     | 0     | 0     | ----     | 1     | 2     | 0     | 0     | 0     | 1.000    |
| 2010  | ソフトバンク | 3     | 4     | 0     | 0     | 2     | 1.000    | -     | -     | -     | -     | -     | -        | 16    | 26    | 0     | 0     | 0     | 1.000    |
| 2011  | ソフトバンク | -     | -     | -     | -     | -     | -        | -     | -     | -     | -     | -     | -        | 7     | 2     | 0     | 0     | 0     | 1.000    |
| 2012  | ソフトバンク | 25    | 187   | 16    | 0     | 12    | 1.000    | -     | -     | -     | -     | -     | -        | 34    | 40    | 0     | 0     | 0     | 1.000    |
| 2013  | ソフトバンク | 2     | 14    | 1     | 0     | 1     | 1.000    | -     | -     | -     | -     | -     | -        | 63    | 96    | 2     | 0     | 1     | 1.000    |
| 2014  | ソフトバンク | -     | -     | -     | -     | -     | -        | -     | -     | -     | -     | -     | -        | 2     | 0     | 0     | 0     | 0     | ----     |
| 2015  | ソフトバンク | -     | -     | -     | -     | -     | -        | -     | -     | -     | -     | -     | -        | 14    | 13    | 1     | 0     | 0     | 1.000    |
| 2016  | ソフトバンク | -     | -     | -     | -     | -     | -        | -     | -     | -     | -     | -     | -        | 37    | 47    | 1     | 0     | 0     | 1.000    |
| 2017  | ソフトバンク | 5     | 16    | 2     | 0     | 0     | 1.000    | -     | -     | -     | -     | -     | -        | 16    | 15    | 0     | 0     | 0     | 1.000    |
| 2018  | ソフトバンク | -     | -     | -     | -     | -     | -        | -     | -     | -     | -     | -     | -        | 3     | 0     | 0     | 0     | 0     | ----     |
| 2019  | ソフトバンク | -     | -     | -     | -     | -     | -        | -     | -     | -     | -     | -     | -        | 7     | 4     | 0     | 0     | 0     | 1.000    |
| 通算  | 通算         | 38    | 228   | 19    | 0     | 15    | 1.000    | 12    | 8     | 20    | 1     | 1     | .966     | 208   | 252   | 4     | 0     | 1     | 1.000    |

### 記録
- 初出場・初先発出場：2006年5月5日、対西武ライオンズ6回戦（インボイスSEIBUドーム）、7番・三塁手で先発出場
- 初打席・初安打：同上、2回表に松坂大輔から左前安打
- 初打点：2006年5月6日、対西武ライオンズ7回戦（インボイスSEIBUドーム）、4回表に西口文也から中前適時打
- 初本塁打：2007年4月13日、対オリックス・バファローズ3回戦（京セラドーム大阪）、3回表に吉井理人から左越ソロ
- 初盗塁：2012年5月5日、対東北楽天ゴールデンイーグルス7回戦（福岡Yahoo! JAPANドーム）、3回裏に二盗（投手：戸村健次、捕手：伊志嶺忠）

### 背番号
- 8（2005年 - 2009年）
- 43（2010年 - 2019年）

### 登場曲
- 「口笛」GReeeeN
- 「Hello」ナオト・インティライミ（2012年）
- 「WINGS」D-LITE（2013年）
- 「REASON」ゆず（2013年 - 2017年）
- 「FIRE」2NE1（2014年）
- 「雪月花」湘南乃風（2015年）
- 「BIG UP」湘南乃風（2016年 - 2017年、2019年）
- 「POISON 〜言いたい事も言えないこんな世の中は〜」反町隆史（2018年）
- 「Driver's High」L'Arc〜en〜Ciel（2018年）